# Phigalia buckwelli
Phigalia buckwelli là một loài bướm đêm trong họ Geometridae.